# Dendrobium gjellerupii
Dendrobium gjellerupii är en orkidéart som beskrevs av Johannes Jacobus Smith. Dendrobium gjellerupii ingår i släktet Dendrobium, och familjen orkidéer. Inga underarter finns listade i Catalogue of Life.